# محب للنواة
في الكيمياء، محب للنواة أو شغوف النواة أو أليف النواة أو عاشق للنواة أو نيوكليوفيل (باللاتينية: Nucleophile) (والمشتقة من الإغريقية nukleosphilos والتي حرفياً محب أو عاشق أو شغوف بالنواة)، هو كاشف كيميائي يشكل رابطة كيميائية مع شريكه في التفاعل (المحب للإلكترون) وذلك عن طريق منح كل من زوج الإلكترونات الرابط.
بما أن الكواشف المحبة للنوى تمنح الإلكترونات، فلذلك تعد قواعد لويس حسب التعريف.
كل الجزيئات أو الأيونات (الشوارد) التي تملك أزواجا حرة من الإلكترونات يمكنها أن تملك صفة أليفة النواة، على الرغم من الأيونات السالبة (الأنيونات، أو الشرسبات) تكون ذات قابلية أكبر لأن تكون اليفة النوى أكثر من الجزيئات المعتدلة ومن أشهر هذه الجزيئات نيوكليوفيلات الأكسجين والنيتروجين والكبريت والكربون.